# Adam Friedrich Zürner
Pour les articles homonymes, voir Zürner.
Adam Friedrich Zürner (né le 15 août 1679 à Marieney, près d'Oelsnitz, dans le Vogtland; mort le 18 décembre 1742 à Dresde) était un géographe saxon et un pasteur protestant.
Il proposa à Auguste III, roi de Pologne, de faire lever le plan de toute la Saxe. Ce projet ayant été accepté, Zurner quitta, en 1711, la place de ministre protestant qu'il remplissait depuis quelques années, et, nommé géographe de la Pologne et de l'électorat de Saxe, il s'occupa, depuis cette époque jusqu'en 1732, à mesurer les districts de la Saxe, les uns après les autres. Pendant ces vingt années, il parcourut, à la tête de ses coopérateurs, près de 18 000 milles d'Allemagne, et il leva près de neuf cents cartes. En 1721, il fut spécialement chargé de lever le plan des routes de poste et de marquer les distances par des bornes en pierre, innovation heureuse que la Saxe doit à ses soins et à son activité.
De ces travaux si importants provient l'Atlas Augusteus Sauronicus, composé d'une carte générale et de grandes divisions, dont chacune comprenait quarante cartes, avec une carte de poste. Auguste II, tant qu'il vécut, ne permit de graver que la carte de poste, avec celles des deux bailliages de Dresde et de Grossenhayn ; les autres plans devaient rester dans son cabinet. Cependant P. Schenk d'Amsterdam réussit à se procurer quelques plans qu'il fit graver. Mais les originaux n'ayant point été revus avec assez de soin, il fut obligé de remplacer ses cartes. Après la mort du roi, arrivée en 1733, Zurner crut pouvoir publier l'Atlas Augusteus, et il l'offrit à un libraire ; mais il mourut à Dresde, au mois de décembre 1742, avant d'avoir rien publié. Le comte de Hennicque, ministre de l'électeur, fit enlever les cartes et plans qui se trouvaient dans le cabinet de Zurner ; on en vendit la plus grande partie à P. Schenk d'Amsterdam, qui, depuis 1745 à les fit paraître, mais sans y mettre le nom de Zurner, probablement pour éviter toute recherche de la part de la cour électorale. Ainsi parut l'Atlas Saxonicus (Amsterdam et Leipzig, grand in fol.), lequel n'est composé que de quarante-neuf cartes. Chose bien étonnante, de tant de plans et de gravures soignés par Zurner, il ne reste plus rien à Dresde ; tout a été dissipé. On n'a pas même pu retrouver l'atlas qui avait été fait pour l'usage personnel du roi Auguste.
Du vivant de Zurner, on vanta extraordinairement ses cartes. Sans doute elles sont bien au-dessus de ce qui avait paru avant lui sur la Saxe. Cependant elles ont un grand défaut : Zurner ne connaissait ou ne suivait que les procédés géométriques il ne savait point les rectifier par les procédés astronomiques ou il n'en prenait point le temps.

## Œuvres
1. Exacte délinéation géographique du diocèse et du bailliage de Dresde (en allemand) ;
2. Exacte délinéation géographique de la partie du diocèse de Grossenhayn qui est située dans le cercle de Meissen, par P. Schenk jun. (en allemand), Amsterdam, 1711. Ces feuilles étaient des épreuves, et comme nous avons dit, le roi Auguste ne permit point qu'on en publiât d'autres. Nouvelle carte de poste de l'électorat de Saxe et des pays qui y sont incorporés, avec distinction des diocèses, des bailliages, des chemins de poste, des routes ordinaires, etc., gravées par Maurice Bodenher, graveur du royaume de Pologne et de l'électorat de Saxe, publiée sur deux grandes feuilles, par ordre, et aux frais de l'électeur, Dresde, 1719. Zurner n'ayant, à cette époque, levé le plan que d'une partie de la Saxe, fut obligé de recourir à d'autres moyens. Cette première carte a des défauts qu'il a corrigés dans ses éditions de 1730 et 1736 ; elle a paru de nouveau après sa mort, revue par Welck en 1760. La meilleure est celle que Voss a publiée en deux feuilles, avec deux tableaux, Leipzig, 1804.
3. Petite carie générale de l'électorat de Saxe, avec les stations de poste ;
4. la Carte de poste de l'électorat de Saxe, réduite et publiée dans l'Atlas portatilis Germanicus de Weigel, Nuremberg, 1723 et 1733, in-8 ;
5. Partie méridionale de la haute Saxe électorale, ibid. ; les Diocèses de Mersebourg et de Naumbourg, avec la prévôté de Zeitz, ibid. ;
6. les Pays de Géra et de Gratz, appartenant au comte de Reuss, ibid. ;
7. Mouvements militaires que les troupes saxonnes ont exécutés depuis le 1" jusqu'au 26 juin dans leur camp près de Zeitayen, gravés par Laurent Zucchi en cent onze feuilles grand in-folio. Ce bel ouvrage coûta au roi deux cent mille écus.
8. Carte pour les voyageurs qui vont de Dresde à Varsovie, Nuremberg, 1738 ; nouvelle édition, 1741, grand in-8 ;
9. la même carte sur une petite échelle ;
10. Carte de la Palestine ;
11. Notices géographiques sur le duché de Silésie, avec une carte (allemand), Leipzig et Dresde, 1741, grand in-8 ;
12. Notice géographique sur la Moravie, avec une annonce relative à l’Atlas Augusteus Saxonicus, que l'on se propose de publier, Dresde, 1742, grand in-8.

## Source
« Adam Friedrich Zürner », dans Louis-Gabriel Michaud, Biographie universelle ancienne et moderne : histoire par ordre alphabétique de la vie publique et privée de tous les hommes avec la collaboration de plus de 300 savants et littérateurs français ou étrangers, 2e édition, 1843-1865 [détail de l’édition]